# Max Burret
Karl Ewald Maximilian Burret (Max Burret 6 de junio de 1883-Berlín, 19 de septiembre de 1964) fue un botánico alemán.

## Biografía
Nace en Saffig, cerca de Andernach en la Renania prusiana. Originalmente estudia leyes en Lausanna y en Múnich, a instancias de su padre. Pero siempre había sentido profundo interés en ciencias naturales, más que en derecho, abandonando esos estudios para volcarse a la investigación botánica en Berlín, donde se gradúa de doctor en 1909 por su tesis en taxonomía, y rápidamente se convierte en uno de los más prominentes botánicos de Alemania. Participa de muchas organizaciones científicas botánicas de Alemania, adquiriendo liderazgo, como Asistente en el Museo y Jardín Botánico de Berlín, de 1909 a 1911; Asistente Botánico y Conferencista en el Instituto Botánico del Colegio de Agricultura de Berlín, de 1911 a 1921.
En 1922, es curador del Museo y Jardín Botánico de Berlín, y más tarde Profesor de Botánica y Biología en la universidad de Berlín.
Realiza numerosos viajes por Europa y África, como también a Sudamérica. Es invitado por el gobierno brasileño a viajar a ese país, específicamente para estudiar varias especies de palmeras indígenas de la región. Al retornar a Alemania, rápidamente eemprende otro viaje a los trópicos del Viejo Mundo, visitando Sri Lanka, península de Malaca, Java, Sumatra entre 1938 y 1939.
Fue de los primeros botánicos de conducir estudios a campo sobre palmas, comenzando en África y más tarde en Sudamérica e Indomalasia. Identificó, nombró y clasificó docenas de especies de palmeras, incluyendo Rhapis multifida, Livistona beccariana. También nombró y clasificó otra flora tropical, en especial la de la familia de las tiliáceas.
Numerosos géneros de árboles de palmeras fueron bautizados por él, incluyendo los géneros Maxburretia y Burretiokentia.
Es autor de numerosas obras sistemáticas de las familias Tiliaceae y Arecaceae.

## Algunas publicaciones
- Systematische Übersicht über die Gruppen der Palmen. En: Willdenowia. 1953
- Beiträge zur Kenntnis der Tiliaceen. En: Notizblatt Bot. Gart. u. Mus. Berlin-Dahlem. 9, 1926, pp. 592–880
- Con Eva Hedwig Ingeborg Potztal. Systematische Übersicht über die Palmen. En: Willdenowia. 1956

## Honores

### Eponimia
Géneros
- Burretiodendron Rehder de la familia Tiliaceae
- Burretiokentia Pic.-Serm.
- Maxburretia Furtado, familia de Arecaceae

- La abreviatura «Burret» se emplea para indicar a Max Burret como autoridad en la descripción y clasificación científica de los vegetales.[1]